# Козлов, Владимир Кириллович
Владимир Кириллович Козлов (род. 10 октября 1939 года, Уссурийск, Приморский край, СССР) — советский и российский педиатр, член-корреспондент РАМН (1999), член-корреспондент РАН (2014).

## Биография
Родился 10 октября 1939 года в Уссурийске Приморского края.
В 1964 году — окончил педиатрический факультет Хабаровского государственного медицинского института, после чего работал врачом-педиатром (1964—1966), заведующим детским отделением Черновской районной больницы Читинской области (1966—1968), заведующим детским отделением больницы имени Истомина Хабаровска (1968—1969).
В 1975 году — защитил кандидатскую диссертацию, тема: «Клинико-функциональные параллели при хронической пневмонии у детей».
С 1981 по 2016 годы — руководитель кафедры госпитальной педиатрии ХГМИ, затем кафедру детских болезней ДВГМУ, в настоящее время — профессор кафедры педиатрии, детских инфекций и неонатологии ДВГМУ.
В 1985 году — защитил докторскую диссертацию, тема: «Клинико-иммунологические особенности острых пневмоний у детей в условиях Хабаровского края».
В 1987 году — присвоено учёное звание профессора.
С 1989 года по 1999 год — директор Института охраны материнства и детства СО РАМН. После реорганизации Института в 1999 года — директор Хабаровского филиала ДНЦ ФПД СО РАМН — НИИ охраны материнства и детства.
В 1999 году — избран членом-корреспондентом РАМН.
В 2014 году — стал членом-корреспондентом РАН (в рамках присоединения РАМН и РАСХН к РАН).
С июля 2015 по март 2019 года — научный руководитель Хабаровского филиала Дальневосточного научного центра физиологии и патологии дыхания — НИИ охраны материнства и детства.
С апреля 2019 года — главный научный сотрудник группы медико-экологических проблем здоровья матери и ребёнка Хабаровского филиала Дальневосточного научного центра физиологии и патологии дыхания — НИИ охраны материнства и детства.

## Научная деятельность
Ведет активную работа в области организация специализированной помощи беременным женщинам, детям и подросткам в условиях Дальневосточного региона; разработка методов диагностики, лечения и профилактики наиболее распространенных заболеваний детского населения, сформулировал концепцию донозологических отклонений в состоянии здоровья женщин и детей коренного и пришлого населения в экологических условиях Приамурья.
Ведет изучение закономерностей влияния экологических факторов Дальневосточного региона на развитие, клиническое течение острых и хронических пневмоний и научному обоснованию мер по профилактике и лечению бронхолегочных патологий детей коренного и пришлого населения.
Автор более 680 печатных работ, из них 246 статей в рецензируемых журналах, которые посвящены различным разделам медицины, соавтор 20 монографий, имеет 9 патентов.
Член редакционного совета журналов «Бюллетень физиологии и патологии дыхания», «Дальневосточный медицинский журнал», «Российский вестник перинатологии и педиатрии».
Под его руководством защищено 35 кандидатских и 13 докторских диссертаций.

## Награды
- Заслуженный деятель науки Российской Федерации (12 сентября 1994) — за заслуги в научной деятельности[3]
- Почётный профессор ДВГМУ (2018)
- Медаль «Ветеран труда» (1999)
- Памятная медаль Сибирского отделения РАМН
- Почётные грамоты СО РАМН (2000, 2006, 2009)
- Почётные грамоты Губернатора Хабаровского края (2000, 2004, 2006)